# Dickschied
Dickschied – dzielnica gminy Heidenrod w kraju związkowym Hesja w powiecie Rheingau-Taunus. Dickschied liczy ok. 600 mieszkańców.

## Nazwy historyczne
- Dikenscheid (1250)
- Dickenschiet (1347)
- Dickenscheyt (1361)

## Mieszkańcy w danym roku
- 1583: 10
- 1809: 254
- 1827: 364
- 1846: 479
- 1871: 400
- 1895: 382